# .to
.to je internetová národní doména nejvyššího řádu pro království Tonga. Doména je používána pro doménové hacky, např. českou Ulož.to či slovenskou Kukaj.to.